# Hell and Silence
Hell and Silence je extended play od lasvegaské rockové skupiny Imagine Dragons, které bylo vydáno v roce 2010 a nahráno v Battle Born Studios. Všechny písně napsali Imagine Dragons a sami si je i produkovali. Toto EP částečně mixoval i Mark Needham, který byl nominován na cenu Grammy.

## Film a televize
- „All Eyes“ se objevila v seriálu Degrassi: The Next Generation v epizodě „Drop It Like It's Hot (Part One)“.
- „I Don't Mind“ se objevila v upoutávkách na jedenáctou sérii American Idol a reality show World of Jenks.
- „Hear Me“ byla obsažena v soundtracku k filmu Answers to Nothing, dále v reality show The Real World: Las Vegas a živě zazněla na televizní stanici PBS.

## Seznam skladeb
| Pořadí         | Název          | Délka |
| -------------- | -------------- | ----- |
| 1.             | All Eyes       | 2:59  |
| 2.             | I Don't Mind   | 3:18  |
| 3.             | Hear Me        | 3:55  |
| 4.             | Selene         | 4:30  |
| 5.             | Emma           | 3:32  |
| Celková délka: | Celková délka: | 19:30 |